# XS (single)
XS (Afkorting van 'excess') (Nederlands: teveel) is de derde single van het debuutalbum van Japans-Britse singer-songwriter Rina Sawayama. De single verscheen op 2 maart 2020 via haar label Dirty Hit nadat de singles STFU! en Comme Des Garçons (Like The Boys) al waren uitgebracht.